# Glicemia

Regulação da glicemia pelos hormônios glucagon e insulina

A glicemia (do grego γλεῦκος, mosto, por extensão doce) é a concentração de glicose no sangue ou mais precisamente no plasma.
O nosso corpo transforma alguns dos hidratos de carbono ingeridos em glicose e a glicemia é o nível de glicose presente no nosso sangue. Ou seja, quando comemos muito, a glicemia aumenta, ao passo que quando comemos pouco, esta mantém-se baixa. O aumento da glicemia está intimamente relacionado ao consumo de carboidratos na dieta, sejam eles integrais (aumento glicêmico lento e seguro) ou refinados (aumento glicêmico rápido e perigoso), também levando em consideração para isso as combinações de alimentos numa refeição ou lanche.
Mede-se a glicemia através da confirmação dos sinais e sintomas clássicos da glicemia em jejum (exame de sangue onde são verificadas as taxas de glicose no sangue) e do teste padronizado de tolerância à glicose (TTG).
Estes critérios diagnosticados estão baseados nas recomendações da comunidade médico-científica atual:
- Normal: Abaixo de 100 mg/dL;
- Intolerância à glicose: jejum de 111 a 125 mg/dL; 2 horas após 75g de glicose: de 141 a 199 mg/dL;
- Diabetes melitus: jejum maior que 126 mg/dL; 2 horas após 75g de glicose: maior que 200 mg/dL.

Além da insulina, diabéticos podem controlar a glicemia através de dietas específicas e pratica de exercícios físicos, pois, a prática regular de exercício físico aumenta a ação da insulina, fazendo com que a glicose saia da corrente sanguínea, diminuindo, consequentemente, a glicemia. Actualmente tornou-se comum a "contagem de carboidratos" dos alimentos através do "índice glicêmico", um indicador de qualidade do carboidrato quanto à sua habilidade em aumentar e/ou influenciar a glicemia.

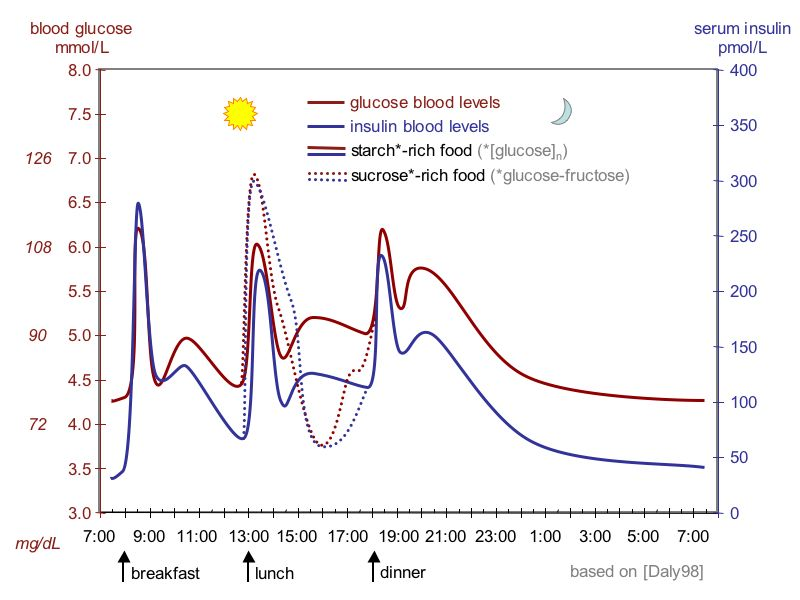
Variação esperada dos níveis séricos de glicose (em vermelho), bem como também do hormônio hipoglicemiante insulina (em azul) no sangue, nos seres humanos durante um dia usual com três refeições. Destaca-se, no gráfico, um dos efeitos de uma refeição que seja rica em açúcar versus uma refeição que seja rica em amido

## Influência na saúde
A manutenção da glicemia em valores fora do padrão normal, tanto para mais quanto para menos, acarreta uma série de complicações para a saúde, além do diabetes. Pesquisa publicada no respeitado periódico Neurology em setembro de 2012 comprovou que até mesmo valores de glicemia considerados um pouco acima do normal são um grave perigo para a saúde cerebral. De acordo com o estudo, idosos que mantiveram os valores de glicemia bem próximos ao valor considerado normal (110 mg/dL) apresentaram uma perda de 6-10% no volume cerebral ao longo de quatro anos, o que pode acarretar doenças neurológicas como Alzheimer e demência. O encolhimento cerebral exibido por eles foi consideravelmente maior em comparação a idosos que possuíam valores de glicemia menores.

## Como é feita a medida
A medida do índice glicêmico do sangue é feito a partir de um teste eletrônico normalmente feito com um aparelho chamado glicosímetro. Neste aparelho a glicose, na sua forma linear, que possui caráter redutor, é oxidada por hexacianoferrato (III) (Fe(CN)63-) em ácido glucônico. A transferência de elétrons desse processo permite que o aparelho calcule estequiometricamente a concentração de glicose daquela amostra de sangue.
Um detalhe é que a glicose no sangue humano se encontra em sua maior parte na sua forma cíclica, que não pode ser oxidada. No entanto essa forma está em equilíbrio com sua estrutura linear, que pode ser oxidada. Quando a forma linear reage com o oxidante, sua concentração cai e este equilíbrio é deslocado no sentido de consumo da glicose cíclica e formação da linear, que então é oxidada novamente repetindo o processo e respeitando o princípio de Le Chatelier. Isso é suficiente para oxidar boa parte da glicose no sangue para que se faça uma boa aproximação da glicemia do paciente.